# Lucas Jade Zumann
Lucas Jade Zumann (* 12. prosince 2000 Chicago) je americký herec. Hrál např. Mila v hororovém filmu Sinister 2 či Gilberta Blytha v seriálu Anne s E na konci (Anne with an E).

## Osobní život
Zumann se narodil v Chicagu v Illinois. Je nejstarší z tří bratrů a sestry. Je židovského původu a navštěvoval hebrejskou školu. Navštěvoval Waters Elementary School, poté v páté třídě přešel na Chicago Waldorf School, kam chodil do osmé třídy a pak se sem vrátil zpět do dvanácté třídy.

## Kariéra
Zahrál si v seriálu Netflixu Osmý smysl (Sense8). Jeho první velká role byla v hororovém filmu Sinister 2, kde ztvárnil postavu jménem Milo. Zahrál si také postavu Jamieho Fieldse v filmu Ženy 20. století (20th Century Women) po boku Elle Fanningové, Billyho Crudupa a dalších. Hrál roli Gilberta Blythea v kanadském televizním seriálu Anne s E na konci (Anne with an E), který měl premiéru v roce 2017, a ztvárnil také postavu Nathana Daldryho ve filmu Den co den (Every day, 2018).

## Filmografie

### Filmy
| Rok  | Název                           | Role          | Poznámky |
| ---- | ------------------------------- | ------------- | -------- |
| 2015 | Sinister 2                      | Milo Jacobs   |          |
| 2016 | Ženy 20. století                | Jamie Fields  |          |
| 2017 | Thrill Ride                     | Henry Perry   |          |
| 2018 | Den co den                      | Nathan        |          |
| 2019 | Ke hvězdám                      | Jeff Owings   |          |
| 2021 | Rady dr. Ptáka smutným básníkům | James Whitman |          |

### Seriály
| Rok       | Název             | Role           | Poznámky                                     |
| --------- | ----------------- | -------------- | -------------------------------------------- |
| 2015      | Osmý smysl        | Punk #2        | Epizoda: „Death Doesn't Let You Say Goodbye“ |
| 2016      | Chicago Fire      | Lucas Hicks    | 2 epizody                                    |
| 2017-2019 | Anne s E na konci | Gilbert Blythe | 27 epizod                                    |